# Gaojian (sockenhuvudort i Kina, Hubei Sheng, lat 29,28, long 114,07)
Gaojian (kinesiska: 高枧) är en sockenhuvudort i Kina. Den ligger i provinsen Hubei, i den centrala delen av landet, omkring 150 kilometer söder om provinshuvudstaden Wuhan. Antalet invånare är 8 577. Befolkningen består av 4 100 kvinnor och 4 477 män. Barn under 15 år utgör 20,0 %, vuxna 15-64 år 70 %, och äldre över 65 år 9,0 %.
Runt Gaojian är det ganska tätbefolkat, med 160 invånare per kvadratkilometer. Närmaste större samhälle är Tanghu, 11,0 km sydväst om Gaojian. I omgivningarna runt Gaojian växer i huvudsak blandskog.
Genomsnittlig årsnederbörd är 2 181 millimeter. Den regnigaste månaden är maj, med i genomsnitt 349 mm nederbörd, och den torraste är januari, med 56 mm nederbörd.